# Telefonistin (Schweiz)

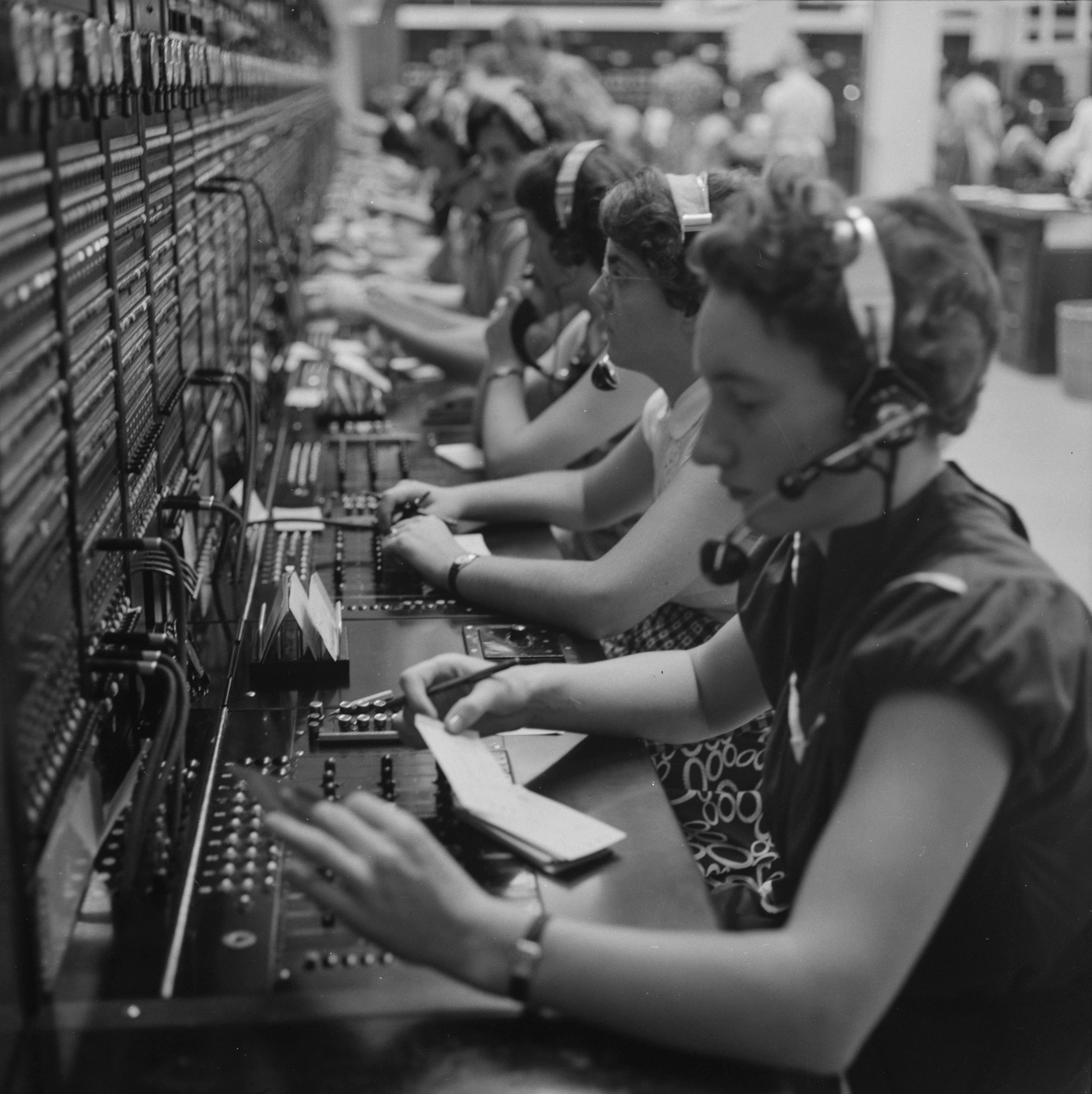
Telefonistinnen (1955)

Telefonistinnen in der Telefonzentrale Hottingen (1917)

Mit der Berufsbezeichnung Telefonistin waren in der Schweiz ab 1880 Mitarbeiterinnen im Fernsprechverkehr im Einsatz. Ihre Aufgabe war es, Telefongespräche anzunehmen und an die gewünschten Teilnehmer zu vermitteln. Im 21. Jahrhundert existiert der Beruf kaum noch, da mittlerweile fast alle Telefonnummern per Direktwahl gewählt werden können.
In der Schweiz wurden für diese Arbeit seit den Inbetriebnahmen der ersten Telefonnetze um 1880 fast ausschliesslich Frauen angestellt. Dies wurde von der Verwaltung damit begründet, dass die weibliche Stimme am Telefon besser verstanden werde, zudem sagte man den Frauen im Gegensatz zu männlichen Angestellten mehr Geduld und Feingefühl im Umgang mit den Kunden nach. Einen öffentlichen Beschluss, der den Männern die Arbeit im Vermittlungsdienst untersagt hätte, gab es zwar nicht, aber die Anstellung von Frauen für den Telefondienst wurde nie gross diskutiert und von der Verwaltung als selbstverständlich betrachtet.

## Aufgabenbereich

Telefonistin der Fluggesellschaft Swissair (1966)

Bis zur automatischen Telefonvermittlung, die etwa in den 1920er Jahren einsetzte und über mehrere Jahrzehnte hinweg schrittweise eingeführt wurde, mussten die telefonischen Verbindungen noch manuell hergestellt werden. Die Abonnenten wählten demnach zuerst die Nummer der nächsten Telefonzentrale, wo die Telefonistinnen die Anrufe entgegennahmen und die gewünschte Verbindung an ihren Vermittlerpulten herstellten. Dazu steckte sie die Leitung des Anrufers, an deren Ende ein Stöpsel befestigt war, in die entsprechende Vertiefung. Falls die Telefonistin die Verbindung korrekt hergestellt hatte, konnte nun das eigentliche Telefongespräch geführt werden. Teilweise musste der Kunde auch über mehrere Telefonzentralen weitergeleitet werden, bis die gewünschte Verbindung hergestellt war. Anhand von aufleuchtenden Lämpchen sah die Telefonistin, dass das Gespräch beendet ist und trennte die Verbindung. Die Leitung konnte daraufhin von einem neuen Kunden besetzt werden.
Mit der rasch zunehmenden Zahl an Telefonleitungen ab Beginn des 20. Jahrhunderts wurden die Abläufe in den Zentralen immer mehr rationalisiert. Dies hatte Auswirkungen auf die Arbeit der Telefonistinnen, die nun zu möglichst schnellem Arbeiten angehalten wurden. Demzufolge hatten die Telefonistinnen an ihren Vermittlerpulten meist mehrere laufende Telefonate gleichzeitig, insbesondere während den Stosszeiten. Dabei hatten sie stets freundlich und zuvorkommend zu wirken.
Weitere Aufgabenbereiche war das Entgegennehmen von Störungsmeldungen, die Arbeit im telefonischen Nachrichtendienst oder beim Auskunftsdienst.

## Gesellschaftliches Ansehen
Die Telefonistinnen genossen einen guten Ruf, was zu Beginn des 20. Jahrhunderts insbesondere auf eine allgemeine Faszination mit dem neuen Medium “Telefon” zurückzuführen war. Die Tatsache, dass die Telefonistinnen in Kontakt mit einem zunächst vor allem männlichen Publikum standen, von diesem aber nur gehört, jedoch nicht gesehen werden konnten, verlieh den Frauen in den Telefonzentralen eine geheimnisvolle Aura. Dieser Umstand gab teils sogar Anlass zu anzüglichen Phantasien, wie beispielsweise im deutschen Schlagerlied von Robert Stolz und Arthur Rebner aus dem Jahre 1919, “Hallo, du süsse Klingelfee”. Zudem galt die Arbeit in den Telefonzentralen als sichere Stelle, worauf damals sehr viel Wert gelegt wurde. Aufgrund ihrer fundierten Ausbildung waren die Telefonistinnen der PTT sehr gesucht in der Privatwirtschaft.

## Aufnahmeprüfung und Lehrzeit

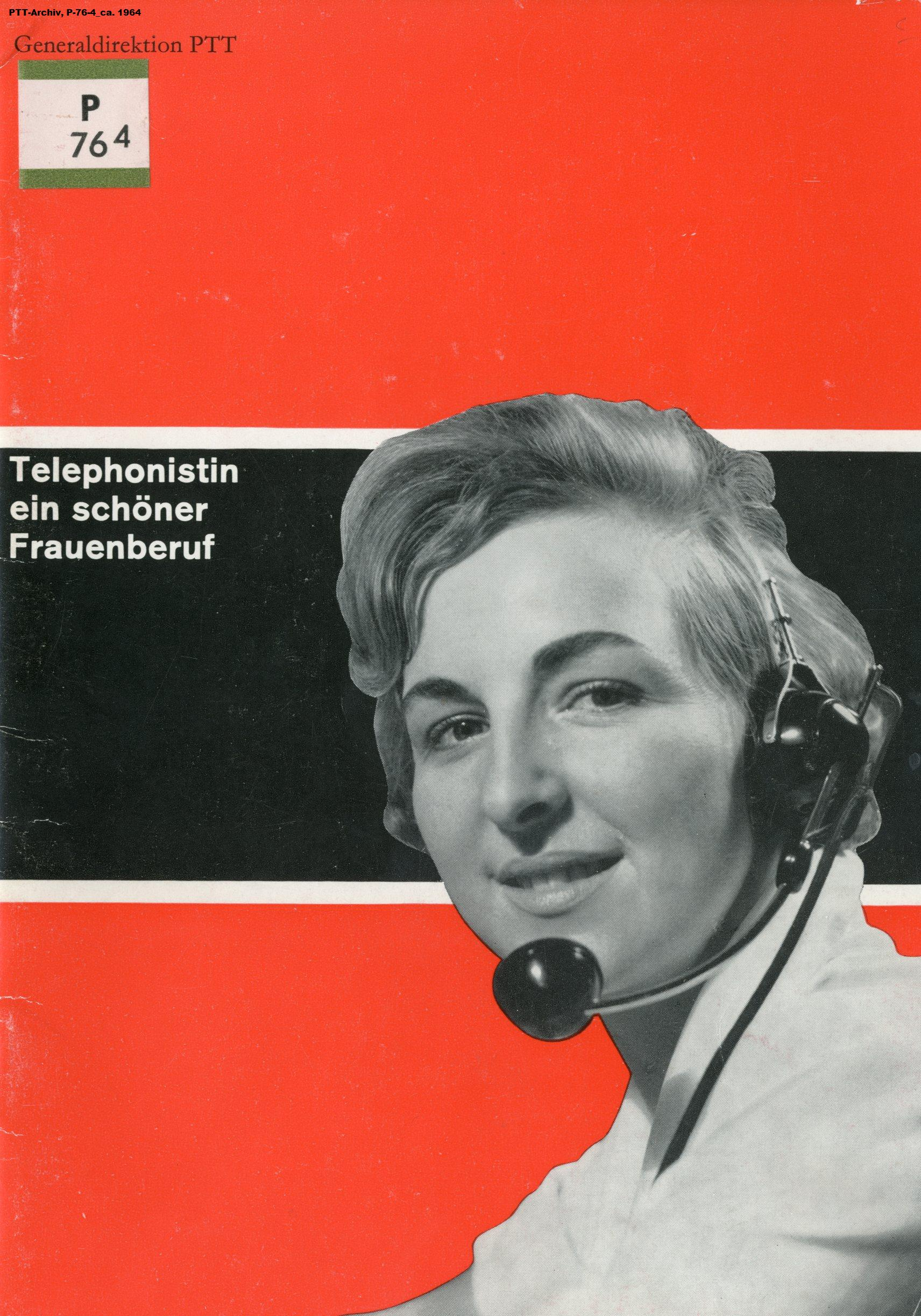
Werbung zum Berufsbild der Telefonistin (ca. 1965)

In der Regel wurden die Lehrtöchter durch Zeitungsinserate angeworben. An die Interessentinnen wurden relativ hohe Anforderungen gestellt. So war die Kenntnis einer zweiten Amtssprache und teils Englisch Voraussetzung, um Telefonistin zu werden. Des Weiteren wurden genaue Geografiekenntnisse verlangt, weil die Arbeit in den Telefonzentralen ein schnelles Finden der Telefonnummern voraussetzte, die nach Regionen und Ortschaften geordnet waren. Auch mathematische Kenntnisse wurden vorausgesetzt, um die Taxen für die jeweiligen Telefonate korrekt zu berechnen. Darüber hinaus mussten die Anwärterinnen eine hohe Belastbarkeit aufweisen können, um aufgenommen zu werden. Die Telefonämter erkundigten sich teilweise beim Posthalter oder Pfarrer der jeweiligen Heimatgemeinden über die Bewerberinnen. Die Eignung für die Arbeit in den Telefonzentralen wurde durch eine Aufnahmeprüfung getestet. Diese Prüfung umfasste einen Aufsatz in der Muttersprache, ein Diktat in einer Fremdsprache, die Übersetzung eines Textes in die Muttersprache und allgemeine Fragen zur Geografie sowie Mathematikaufgaben.
Die einjährige Lehrzeit beinhaltete einerseits einen praktischen Teil, wobei die Lehrtochter stundenweise unter Aufsicht einer erfahrenen Telefonistin in der Telefonzentrale arbeitete, und andererseits einen theoretischen Teil. Dieser umfasste das Auswendiglernen zahlreicher Dienstvorschriften und das Erweitern der geografischen Kenntnisse. Nach einem halben Jahr legte die Lehrtochter eine Zwischenprüfung ab. Am Ende der Lehrzeit musste sie eine Abschlussprüfung bestehen, bevor sie als Telefonistin arbeiten konnte. Die Direktion legte den Angestellten auch nach Ende ihrer Lehrzeit nahe, bei Gelegenheit eine weitere Sprache zu erlernen. Dies wurde gezielt gefördert, indem die Arbeitnehmerinnen unbezahlte Ferien nehmen konnten, um einen Sprachaufenthalt in England, Frankreich oder Italien zu absolvieren. Die Laufbahn der Telefonistinnen bot eher geringe Aufstiegschancen. Fleissige Arbeitnehmerinnen konnten zwar zu Aufsicht befördert werden, der Beamtinnenstatus wurde im Telefonvermittlungsdienst aber nicht vergeben.

## Arbeitsbedingungen
Die Schichten der Telefonistinnen waren unregelmässig und umfassten Nachtdienst. Dazu reichten meist eine oder zwei Telefonistinnen aus, da der nächtliche Telefonverkehr deutlich geringer ausfiel als derjenige während des Tages. Die Arbeit beinhaltete nachts jedoch nicht nur jegliche Anrufe und Weckrufe, sondern auch sämtliche Notrufe. Somit trugen die Telefonistinnen während des Nachtdienst stets eine grosse Verantwortung. Die Schweizer Verwaltung erhöhte die Arbeitszeit zudem aufgrund der Zunahme des Telefonverkehrs während des Zweiten Weltkrieges ohne Lohnerhöhung von acht auf neun Stunden, später auf zehn Stunden. In den Schweizer Telefonzentralen gab es immer wieder Telefonistinnen, die den hohen physischen und psychischen Anforderungen auf Dauer nicht gerecht werden konnten.
Die Telefonistinnen nahmen das unterste Ende der Lohnskala aller Angestellten der Telefon- und Telegrafenverwaltung ein. Da die Vergleiche zur männlichen Arbeitsleistung in dieser Berufsgattung fehlten, stiess die geringe Entlöhnung der Frauen im Vermittlungsdienst kaum auf Widerstand. Das Gehalt der Schweizer Telefonistinnen reichte um 1940 noch nicht aus, um eine ledige Frau zu versorgen. Die meisten Telefonistinnen wohnten aus diesem Grund noch bei den Eltern oder bei Verwandten. Die Arbeitnehmerinnen, die sich ein Zimmer in der Stadt mieten mussten, konnten sich dementsprechend nur knapp ernähren. Dennoch war die Arbeit in den Telefonzentralen für damalige Verhältnisse ein eher gut bezahlter Frauenberuf. Des Weiteren erhielten bereits die Lehrtöchter einen kleinen Lohn, was damals relativ ungewöhnlich war.
Die Schweizer Telefonistinnen waren vorwiegend junge, unverheiratete Frauen. In der Regel wurden verheiratete Arbeitnehmerinnen nicht weiterbeschäftigt. Dies wurde bereits im Juni 1900 durch einen Bundesratsbeschluss festgelegt, der aber nur für die festangestellten Telefonistinnen verbindlich war. Als Reservetelefonistinnen, provisorische Gehilfinnen oder auch als Angestellte in kleinen, ländlichen Telefonzentralen – sogenannten Telefonzentralen III. Klasse – wurden nach wie vor verheiratete Telefonistinnen zugelassen. Falls die jeweilige festangestellte Telefonistin den Wunsch zur Weiterbeschäftigung äussern sollte und dies vom Departementschef gebilligt wurde, konnte sie als provisorische Gehilfin weiterbeschäftigt werden. Der bundesrätliche Entschluss wurde insbesondere mit den Mehrkosten begründet, die eine mögliche Schwangerschaft verursachen würde. Auch wurde argumentiert, dass mit der Einmischung des Ehegatten in dienstliche Angelegenheiten der Ehefrau gerechnet werden müsse, was dem Amtsgeheimnis widersprochen hätte. Die rapide Zunahme des inländischen Telefonverkehrs während des Zweiten Weltkrieges führte dazu, dass in den Zentralen mehr Telefonistinnen benötigt wurden. Aus diesem Grund stellte die Telefondirektion viele ehemalige, verheiratete Telefonistinnen wieder ein. Entsprechend der Rechtsgrundlage wurden sie jedoch nur provisorisch angestellt.
Die Telefonistinnen hatten sich während ihrer Arbeitszeiten an klare Dienstvorschriften zu halten. Diese beinhalteten Vorgaben bezüglich des Umgangs und der Ausdrucksweise mit den Kunden. Die Telefonistinnen gebrauchten Formelsätze, um einen raschen Ablauf des Telefonats zu garantieren. Auf einen Anruf antworteten sie entsprechend ihrer Dienststelle mit “Schnelldienst!”, “Fernamt!”, oder dem Namen ihrer Zentrale. Die Verwendung des Wortes „Hallo“ war untersagt. Die vom Abonnenten gewünschte Nummer wurde von der Telefonistin wiederholt, wobei sie am Ende die Stimme senkte. Bei Unklarheiten hob sie die Stimme nach der Nummer an, was die Frage verdeutlichen sollte. Konnte die Verbindung nicht hergestellt werden, teilte die Telefonistin dies mit: “Nr. X antwortet leider nicht.” mit, wobei sie Bedauern zeigen sollte. Bedauern hatte sie auch bei Beschwerden zu zeigen.
Die wichtigste Dienstvorschrift war die Wahrung des Amtsgeheimnisses. Dies wurde bereits den Lehrtöchtern besonders nachdrücklich beigebracht. Es war ihnen strengstens verboten, Drittpersonen über getätigte Telefonate Auskunft zu geben. Das Mithören der Gespräche war ebenfalls untersagt, und die Telefonistinnen verpflichteten sich dazu, das Amtsgeheimnis auch nach dem Ende ihrer Berufstätigkeit bei der PTT zu bewahren. Verletzungen desselben wurden mit Kündigung, in schweren Fällen mit Gefängnisaufenthalten bestraft. Dennoch mussten sich die Telefonistinnen gelegentlich zu den geführten Gesprächen dazuschalten, um beispielsweise das Ende des Telefonats oder die gesprochene Sprache zu kontrollieren. Dies führte dazu, dass die Angestellten gewisse vertrauliche Informationen unweigerlich zu hören bekamen und so beispielsweise für die Spionage von Interesse waren.